# Gran Premio di Germania 2010
Il Gran Premio di Germania 2010 è l'undicesima prova della stagione 2010 del Campionato mondiale di Formula 1. Si è corso domenica 25 luglio 2010 sull'Hockenheimring. La gara è stata vinta dal pilota spagnolo Fernando Alonso su Ferrari.

## Vigilia

### Aspetti tecnici
Era stato messo in dubbio l'utilizzo dell'Hockenheimring quale sede del Gran Premio di Germania, a causa delle difficoltà finanziarie in cui si dibatteva la struttura. Tuttavia, nel settembre del 2009, venne esteso il contratto con la FOA per ospitare la manifestazione fino al 2018, con l'impegno della stessa di coprire eventuali perdite.
La Bridgestone, fornitore unico degli pneumatici, annuncia per questo gran premio coperture di tipo supersoft e dure. Per questo gran premio quindi vengono fornite mescole con due step di discontinuità.
Alcuni team mettono in dubbio la regolarità dell'alettone anteriore utilizzato da Ferrari e Red Bull; lo stesso non sarebbe rigido ma flessibile, cosa vietata dal regolamento. Le vetture sono comunque considerate regolari dai commissari.

### Aspetti sportivi
Bruno Senna torna al volante della sua HRT, mentre Sakon Yamamoto prende il posto di Karun Chandhok. Nella prima sessione di prove libere del venerdì Fairuz Fauzy ha sostituito Heikki Kovalainen alla Lotus. L'ex pilota Danny Sullivan viene nominato quale commissario aggiunto dalla FIA.
La Sauber festeggia il quarantesimo anno dalla sua fondazione ponendo sulle vetture un logo celebrativo.

## Prove
Nella prima sessione del venerdì si è avuta questa situazione:
| Pos | Nº | Pilota        | Costruttore          | Tempo    | Gap    | Giri |
| --- | -- | ------------- | -------------------- | -------- | ------ | ---- |
| 1   | 14 | Adrian Sutil  | Force India-Mercedes | 1'25"701 |        | 20   |
| 2   | 7  | Felipe Massa  | Ferrari              | 1'26"850 | +1"149 | 27   |
| 3   | 1  | Jenson Button | McLaren-Mercedes     | 1'26"936 | +1"235 | 16   |

Nella seconda sessione del venerdì si è avuta questa situazione:
| Pos | Nº | Pilota           | Costruttore | Tempo    | Gap    | Giri |
| --- | -- | ---------------- | ----------- | -------- | ------ | ---- |
| 1   | 8  | Fernando Alonso  | Ferrari     | 1'16"265 |        | 35   |
| 2   | 5  | Sebastian Vettel | RBR-Renault | 1'16"294 | +0"029 | 26   |
| 3   | 7  | Felipe Massa     | Ferrari     | 1'16"438 | +0"173 | 37   |

Nella sessione del sabato mattina si è avuta questa situazione:
| Pos | Nº | Pilota           | Costruttore | Tempo    | Gap    | Giri |
| --- | -- | ---------------- | ----------- | -------- | ------ | ---- |
| 1   | 5  | Sebastian Vettel | RBR-Renault | 1'15"103 |        | 18   |
| 2   | 8  | Fernando Alonso  | Ferrari     | 1'15"387 | +0"284 | 21   |
| 3   | 6  | Mark Webber      | RBR-Renault | 1'15"708 | +0"605 | 16   |

## Qualifiche
La Q1 viene interrotta con bandiera rossa a causa di un incidente che coinvolge Vitantonio Liuzzi. La sua vettura esce troppo rapida dall'ultima curva, finendo leggermente oltre il cordolo; parte in testacoda andando a sbattere contro il muretto sull'altro lato della pista. Il pilota è incolume ma la vettura risulta inutilizzabile per il resto della sessione. I molti detriti lasciati sul tracciato rendono necessaria l'interruzione della sessione.
Nella Q2 esce a sorpresa la Mercedes GP di Michael Schumacher. In Q3 tutti i dieci qualificati escono immediatamente sul tracciato, al fine di anticipare l'eventuale arrivo della pioggia. La pole è conquistata per la decima volta su undici gare della stagione da una Red Bull. Sebastian Vettel, undicesima pole in carriera, precede di soli due millesimi Fernando Alonso. La seconda fila è anch'essa occupata da Ferrari e Red Bull.
Nella sessione di qualifica si è avuta questa situazione:
| Pos | Nº | Pilota             | Costruttore          | Q1          | Q2       | Q3       | Griglia |
| --- | -- | ------------------ | -------------------- | ----------- | -------- | -------- | ------- |
| 1   | 5  | Sebastian Vettel   | RBR-Renault          | 1'15"152    | 1'14"249 | 1'13"791 | 1       |
| 2   | 8  | Fernando Alonso    | Ferrari              | 1'14"808    | 1'14"081 | 1'13"793 | 2       |
| 3   | 7  | Felipe Massa       | Ferrari              | 1'15"216    | 1'14"478 | 1'14"290 | 3       |
| 4   | 6  | Mark Webber        | RBR-Renault          | 1'15"334    | 1'14"340 | 1'14"347 | 4       |
| 5   | 1  | Jenson Button      | McLaren-Mercedes     | 1'15"823    | 1'14"716 | 1'14"427 | 5       |
| 6   | 2  | Lewis Hamilton     | McLaren-Mercedes     | 1'15"505    | 1'14"488 | 1'14"566 | 6       |
| 7   | 11 | Robert Kubica      | Renault              | 1'15"736    | 1'14"835 | 1'15"079 | 7       |
| 8   | 9  | Rubens Barrichello | Williams-Cosworth    | 1'16"398    | 1'14"698 | 1'15"109 | 8       |
| 9   | 4  | Nico Rosberg       | Mercedes GP          | 1'16"178    | 1'15"018 | 1'15"179 | 9       |
| 10  | 10 | Nicolas Hülkenberg | Williams-Cosworth    | 1'16"387    | 1'14"943 | 1'15"339 | 10      |
| 11  | 3  | Michael Schumacher | Mercedes GP          | 1'16"084    | 1'15"026 | N.D.     | 11      |
| 12  | 23 | Kamui Kobayashi    | BMW Sauber-Ferrari   | 1'15"951    | 1'15"084 | N.D.     | 12      |
| 13  | 12 | Vitalij Petrov     | Renault              | 1'16"521    | 1'15"307 | N.D.     | 13      |
| 14  | 14 | Adrian Sutil       | Force India-Mercedes | 1'16"220    | 1'15"467 | N.D.     | 19      |
| 15  | 22 | Pedro de la Rosa   | BMW Sauber-Ferrari   | 1'16"450    | 1'15"550 | N.D.     | 14      |
| 16  | 17 | Jaime Alguersuari  | STR-Ferrari          | 1'16"664    | 1'15"588 | N.D.     | 15      |
| 17  | 16 | Sébastien Buemi    | STR-Ferrari          | 1'16"029    | 1'15"974 | N.D.     | 16      |
| 18  | 18 | Jarno Trulli       | Lotus-Cosworth       | 1'17"583    | N.D.     | N.D.     | 17      |
| 19  | 19 | Heikki Kovalainen  | Lotus-Cosworth       | 1'18"300    | N.D.     | N.D.     | 18      |
| 20  | 24 | Timo Glock         | Virgin-Cosworth      | 1'18"343    | N.D.     | N.D.     | 23      |
| 21  | 21 | Bruno Senna        | HRT-Cosworth         | 1'18"592    | N.D.     | N.D.     | 20      |
| 22  | 15 | Vitantonio Liuzzi  | Force India-Mercedes | 1'18"952    | N.D.     | N.D.     | 21      |
| 23  | 20 | Sakon Yamamoto     | HRT-Cosworth         | 1'19"844    | N.D.     | N.D.     | 22      |
| 24  | 25 | Lucas Di Grassi    | Virgin-Cosworth      | senza tempo | N.D.     | N.D.     | 24      |

Con i tempi in grassetto sono visualizzate le migliori prestazioni in Q1, Q2 e Q3.

## Gara

### Resoconto
Alla partenza Sebastian Vettel chiude verso destra per proteggersi da Fernando Alonso; ne approfitta l'altro ferrarista, Felipe Massa, che passa in testa. La manovra del tedesco ha poca fortuna, visto che viene passato anche dallo spagnolo.
Nel corso del primo giro, alla staccata dopo la Parabolika, Lewis Hamilton scalza Mark Webber dalla quarta posizione. Nelle retrovie Jaime Alguersuari tampona il compagno di scuderia, Sébastien Buemi: lo svizzero vede strapparsi l'alettone posteriore ed è costretto al ritiro. Al termine della prima tornata Massa guida su Alonso, Vettel, Hamilton, Webber, Button, Robert Kubica, Michael Schumacher, Nico Rosberg e Kamui Kobayashi.

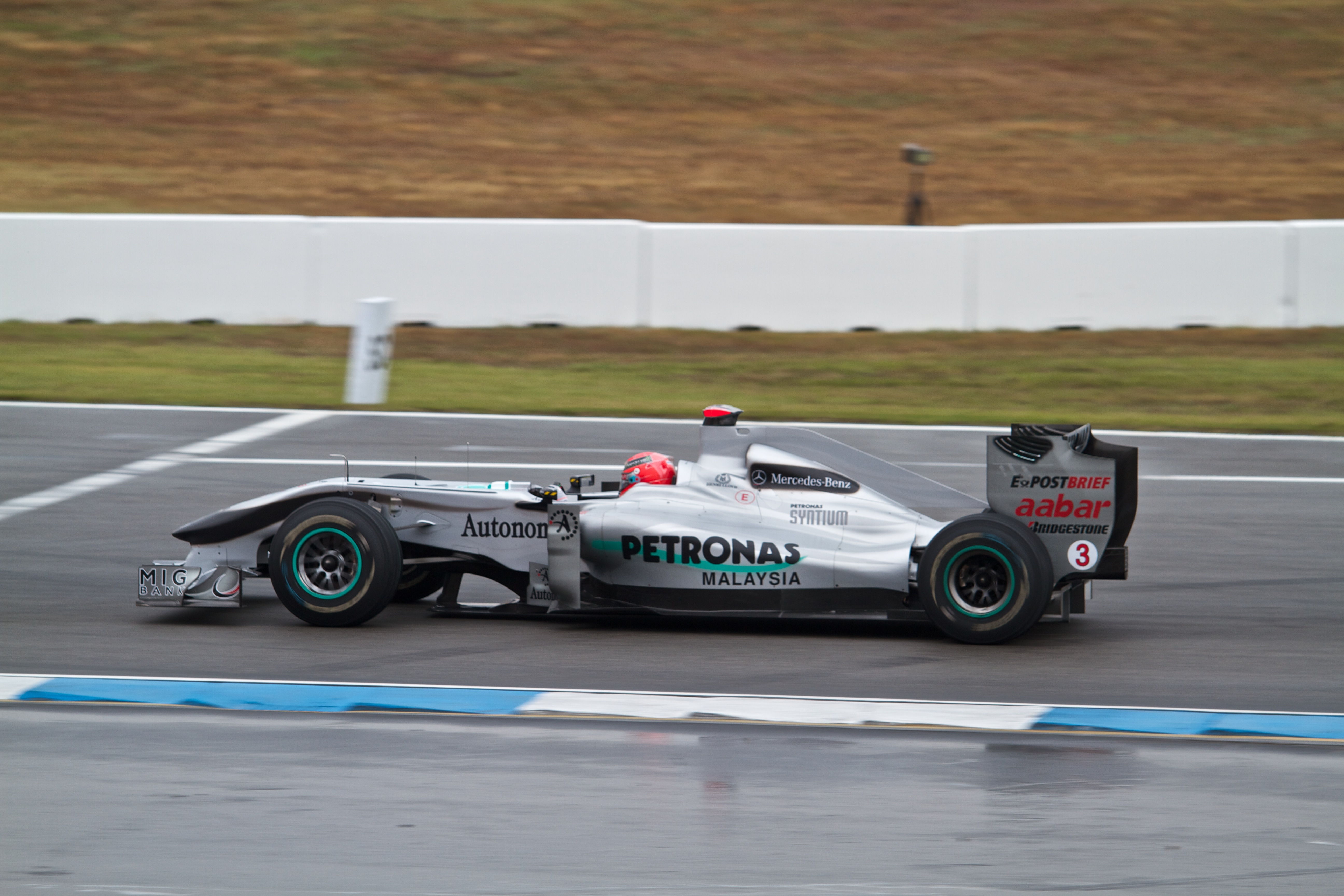
Michael Schumacher torna dopo quattro anni a correre nel Gran Premio di Germania.

I due ferraristi sono capaci di imprimere un buon ritmo alla gara e si tirano dietro Vettel mentre le McLaren sembrano faticare, soprattutto Button che commette un paio di sbavature. Vettel è il primo dei piloti in alta classifica a cambiare gli pneumatici al giro 12. Nei giri seguenti c'è la girandola dei pit, che non muta le posizioni di alta classifica, Button allunga lo stint e si ritrova in testa riuscendo ora a girare a buon ritmo. Kubica, dopo la sua sosta, si difende bene da un attacco di Schumacher che finisce per perdere una posizione a favore di Rosberg.
Al 21º giro, sfruttando il rallentamento dovuto a un doppiaggio, Alonso cerca di passare Massa, sempre al tornante, ma senza successo. Il pilota asturiano si lamenta via radio dicendo "this is ridiculous" ("questo è ridicolo"), in quanto riteneva che il compagno di squadra avrebbe dovuto farlo passare. Dopo due giri anche Button cambia le gomme; il britannico si ritrova quinto davanti a Webber, mentre le due Ferrari ritornano prima e seconda.
I due mantengono le rispettive posizioni fino al 48º giro, quando in seguito a una comunicazione radio con il suo ingegnere di pista Massa rallenta all'uscita del tornante, facendo passare il compagno di squadra. L'ordine di squadra, proibito dal regolamento dal 2003, fu poi sanzionato con una multa per la squadra, ma nessuna penalizzazione per i piloti. La classifica resta di fatto congelata fino all'arrivo, senza che Vettel riesca a impensierire Massa per il secondo posto. La Ferrari conquista la seconda vittoria della stagione, la 212ª nella sua storia in Formula 1.

### Risultati
I risultati del gran premio sono i seguenti:
| Pos | Nº | Pilota             | Team                 | Giri | Tempo/Ritiro               | Griglia | Punti |
| --- | -- | ------------------ | -------------------- | ---- | -------------------------- | ------- | ----- |
| 1   | 8  | Fernando Alonso    | Ferrari              | 67   | 1h27'38"864                | 2       | 25    |
| 2   | 7  | Felipe Massa       | Ferrari              | 67   | +4"196                     | 3       | 18    |
| 3   | 5  | Sebastian Vettel   | RBR-Renault          | 67   | +5"121                     | 1       | 15    |
| 4   | 2  | Lewis Hamilton     | McLaren-Mercedes     | 67   | +26"896                    | 6       | 12    |
| 5   | 1  | Jenson Button      | McLaren-Mercedes     | 67   | +29"482                    | 5       | 10    |
| 6   | 6  | Mark Webber        | RBR-Renault          | 67   | +43"606                    | 4       | 8     |
| 7   | 11 | Robert Kubica      | Renault              | 66   | +1 giro                    | 7       | 6     |
| 8   | 4  | Nico Rosberg       | Mercedes GP          | 66   | +1 giro                    | 9       | 4     |
| 9   | 3  | Michael Schumacher | Mercedes GP          | 66   | +1 giro                    | 11      | 2     |
| 10  | 12 | Vitalij Petrov     | Renault              | 66   | +1 giro                    | 13      | 1     |
| 11  | 23 | Kamui Kobayashi    | BMW Sauber-Ferrari   | 66   | +1 giro                    | 12      |       |
| 12  | 9  | Rubens Barrichello | Williams-Cosworth    | 66   | +1 giro                    | 8       |       |
| 13  | 10 | Nicolas Hülkenberg | Williams-Cosworth    | 66   | +1 giro                    | 10      |       |
| 14  | 22 | Pedro de la Rosa   | BMW Sauber-Ferrari   | 66   | +1 giro                    | 14      |       |
| 15  | 17 | Jaime Alguersuari  | STR-Ferrari          | 66   | +1 giro                    | 15      |       |
| 16  | 15 | Vitantonio Liuzzi  | Force India-Mercedes | 65   | +2 giri                    | 21      |       |
| 17  | 14 | Adrian Sutil       | Force India-Mercedes | 65   | +2 giri                    | 19      |       |
| 18  | 24 | Timo Glock         | Virgin-Cosworth      | 64   | +3 giri                    | 23      |       |
| 19  | 21 | Bruno Senna        | HRT-Cosworth         | 63   | +4 giri                    | 20      |       |
| Rit | 19 | Heikki Kovalainen  | Lotus-Cosworth       | 56   | Collisione con de la Rosa  | 18      |       |
| Rit | 25 | Lucas Di Grassi    | Virgin-Cosworth      | 50   | Cambio                     | 24      |       |
| Rit | 20 | Sakon Yamamoto     | HRT-Cosworth         | 19   | Motore                     | 22      |       |
| Rit | 18 | Jarno Trulli       | Lotus-Cosworth       | 3    | Cambio                     | 17      |       |
| Rit | 16 | Sébastien Buemi    | STR-Ferrari          | 1    | Collisione con Alguersuari | 16      |       |

## Classifiche Mondiali

### Piloti
| Pos | Pilota             | Punti |
| --- | ------------------ | ----- |
| 1   | Lewis Hamilton     | 157   |
| 2   | Jenson Button      | 143   |
| 3   | Mark Webber        | 136   |
| 4   | Sebastian Vettel   | 136   |
| 5   | Fernando Alonso    | 123   |
| 6   | Nico Rosberg       | 94    |
| 7   | Robert Kubica      | 89    |
| 8   | Felipe Massa       | 85    |
| 9   | Michael Schumacher | 38    |
| 10  | Adrian Sutil       | 35    |
| 11  | Rubens Barrichello | 29    |
| 12  | Kamui Kobayashi    | 15    |
| 13  | Vitantonio Liuzzi  | 12    |
| 14  | Vitalij Petrov     | 7     |
| 15  | Sébastien Buemi    | 7     |
| 16  | Jaime Alguersuari  | 3     |
| 17  | Nicolas Hülkenberg | 2     |

### Costruttori
| Pos | Team                 | Punti |
| --- | -------------------- | ----- |
| 1   | McLaren-Mercedes     | 300   |
| 2   | RBR-Renault          | 272   |
| 3   | Ferrari              | 208   |
| 4   | Mercedes GP          | 132   |
| 5   | Renault              | 96    |
| 6   | Force India-Mercedes | 47    |
| 7   | Williams-Cosworth    | 31    |
| 8   | BMW Sauber-Ferrari   | 15    |
| 9   | STR-Ferrari          | 10    |

## Decisioni della FIA
La FIA ha multato la Scuderia Ferrari di 100.000 dollari per avere violato il divieto di impartire ordini di scuderia ai piloti. La scuderia italiana avrebbe, infatti, imposto a Massa di farsi superare da Alonso; in particolare i commissari di gara si sono concentrati sulla comunicazione radio tra l'ingegnere di pista di Massa e il pilota immediatamente precedente allo scambio di posizioni. La scuderia stessa è stata deferita al Consiglio mondiale della Federazione. L'udienza si tiene a Parigi l'8 settembre 2010 senza che la FIA prenda ulteriori provvedimenti. Negli atti del processo, pubblicati all'indomani dell'udienza, il Consiglio Mondiale specifica di avere riconosciuto "incoerenza dell'applicazione del concetto di ordine di squadra negli anni recenti".